# جورج س. أكستل
جورج س. أكستل (بالإنجليزية: George C. Axtell)‏ هو ضابط أمريكي، ولد في 29 نوفمبر 1920 في أمبريدج في الولايات المتحدة، وتوفي في 20 أغسطس 2011 في لاندروم في الولايات المتحدة.